# بخش کانفیلد (شهرستان ماهونینگ، اوهایو)
بخش کانفیلد (به انگلیسی: Canfield Township) یک منطقهٔ مسکونی در ایالات متحده آمریکا است که در شهرستان ماهونینگ، اوهایو واقع شده‌است.
 بخش کانفیلد ۶۷٫۳ کیلومتر مربع مساحت و ۱۶٬۱۶۴ نفر جمعیت دارد و ۳۵۷ متر بالاتر از سطح دریا واقع شده‌است.